# West Highland Way
Der West Highland Way ist ein schottischer Fernwanderweg von Milngavie bei Glasgow nach Fort William.
Der Weg beginnt in den Lowlands und führt in die Highlands, vorbei an Schottlands größtem Süßwassersee, dem Loch Lomond, berührt den Taleingang des Glen Coe und endet unweit des höchsten Bergs Schottlands, dem Ben Nevis. Die Gesamtwanderlänge beträgt 154 km. Der Weg wird gemeinsam von dem Highland Council und dem Loch Lomond & Trossachs Interim Committee bewirtschaftet. Durchschnittlich sind 50.000 Wanderer pro Jahr auf dem Weg unterwegs. Je nach Etappeneinteilung werden für den gesamten Weg meistens sechs bis neun Tage benötigt.

## Geschichte
Erste Pläne für den Weitwanderweg entstanden bereits in den 1930er Jahren. Der Erfolg des Pennine Way beförderte die schottischen Pläne. Mit dem 1967 erlassenen Countryside (Scotland) Act entstand zunächst die erforderliche Rechtsgrundlage für die Einrichtung von Fernwanderwegen in Schottland. 1974 wurde die Einrichtung und konkrete Planung des Weges genehmigt. Am 6. Oktober 1980 wurde er offiziell durch Lord Mansfield, den damaligen Secretary of State im Scottish Office, eröffnet. In den Folgejahren wurde der Weg an verschiedenen Stellen weiter ausgebaut und zunächst verwendete Straßenabschnitte durch neue Wegführungen abseits der Straße ersetzt, so etwa zwischen Balmaha und Rowardennan.

## Der West Highland Way

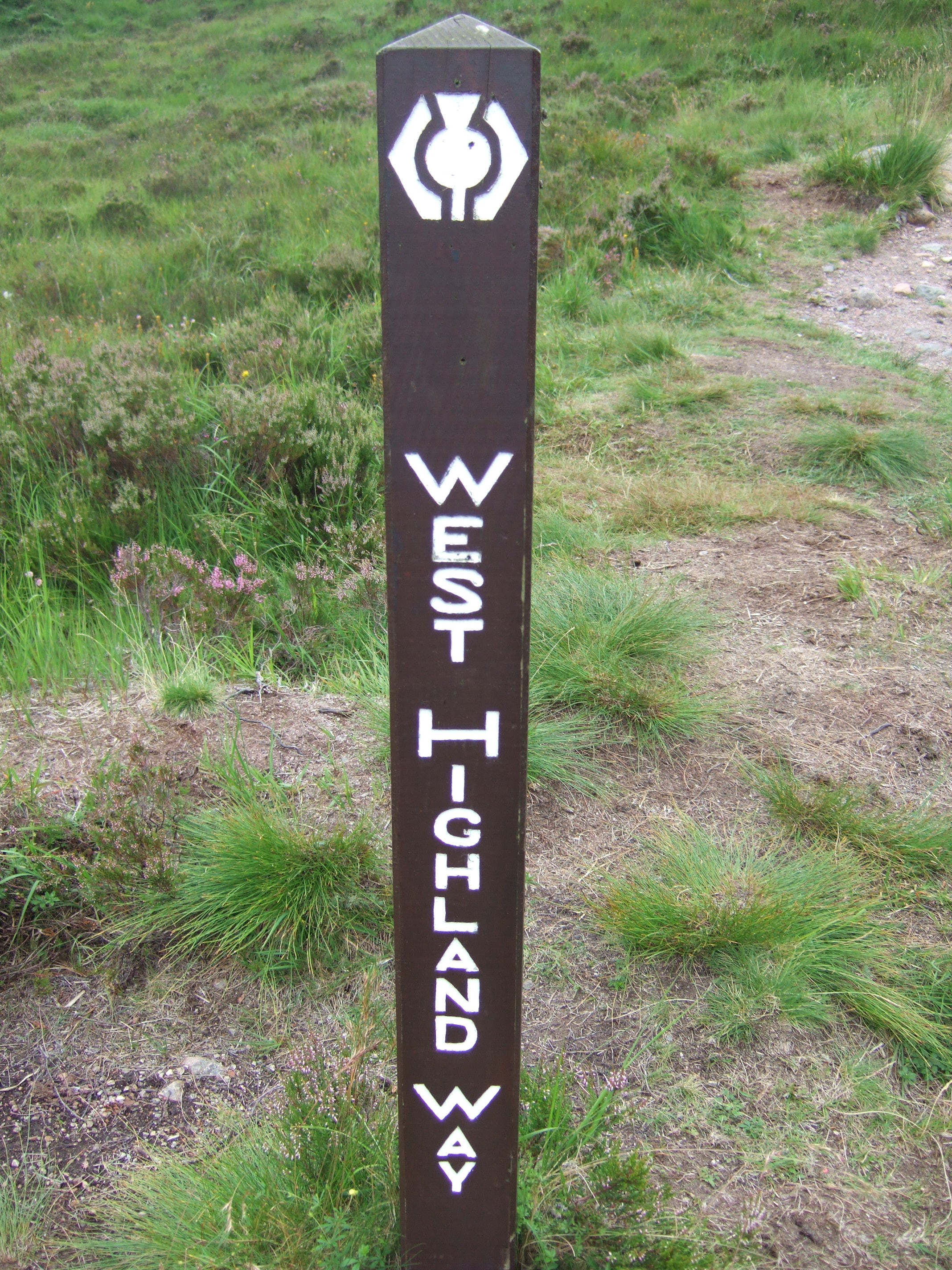
Wegmarke des West Highland Way

### Routenbeschreibung
Zum Großteil erstreckt sich der Weg über viele alte Verkehrswege, zumeist Viehhändlerrouten, Militärstraßen und alte Behelfswege. Traditionell wird der Weg von vielen Menschen von Süden nach Norden gewandert. Der Grund hierfür liegt im sich stetig steigernden Landschaftsbild, aber auch in der Tatsache, dass die Sonne auf diese Weise nicht blendet. Entlang der Route gibt es einige Campingplätze, Behelfscampingplätze ohne sanitäre Einrichtungen, Bed-and-Breakfast-Unterkünfte, Hostels und Hotels. Camping außerhalb von Campingplätzen ist in Schottland generell unter bestimmten Bedingungen gestattet, für den Teil des Weges, der sich im Loch-Lomond-and-the-Trossachs-Nationalpark befindet, ist dieses Recht zeitlich und örtlich eingeschränkt.
Startpunkt des West Highland Way ist der Obelisk in der Fußgängerzone von Milngavie, einem Vorort von Glasgow. Sehr schnell führt er allerdings in offenes Gelände. Im späteren Verlauf des Weges gelangt der Wanderer über Feldwege und eine stillgelegte und abgebaute Eisenbahntrasse durch den Queen Elizabeth Forest Park auf den Conic Hill, um dann Balmaha und den Loch Lomond zu erreichen. Von hier führt der Weg ca. 40 Kilometer an dessen Ostufer entlang bis nach Inverarnan. Auf diesem Abschnitt ist die Strecke auf einigen Kilometern sehr anspruchsvoll, da der West Highland Way als Uferweg geführt wird und stark von Erosion betroffen ist. Zwischen Rowardennan und Inversnaid war der Uferweg daher seit 2012 gesperrt. Seit 2016 ist eine überarbeitete Low Route wieder geöffnet und der neue offizielle Weg. Die leichte High Route, als einfachere Alternative, ein oberhalb des Ufers verlaufender Forstweg, ist weiterhin begehbar, aber nicht mehr ausgeschildert. 
Hinter Inverarnan führt der Weg durch das Glen Falloch leicht aufwärts bis zur Wasserscheide zum Strathfillan. Dort verläuft er etwas oberhalb von Crianlarich, das nach Drymen wieder der erste etwas größere Ort ist und auf einem kurzen Abzweig erreicht werden kann. Der Weg folgt anschließend dem Strathfillan bis Tyndrum. Von dort verläuft er unterhalb des Beinn Dorain bis Bridge of Orchy. Westlich von Bridge of Orchy erreicht der Weg die Ansiedlung Inveroran am Ufer von Loch Tulla und quert danach Rannoch Moor bis Kings House Hotel entlang der alten, von Thomas Telford angelegten Straße, die seit 1932 nicht mehr für den Pkw-Verkehr genutzt wird. Am westlich von Kings House liegenden Taleingang des Glen Coe beginnt der bergigste Teil der Strecke. Der Weg erklimmt in einem steilen Anstieg das Devil’s Staircase (Teufels Treppenhaus), den höchsten Punkt der Strecke, bevor es wieder steil hinab bis auf Meereshöhe nach Kinlochleven geht. Die letzte Etappe streift die Mamore Mountains auf einer alten Militärstraße und führt hinab ins Glen Nevis. Von dort sind es nur noch wenige Kilometer bis nach Fort William, die dann allerdings zum Teil an einer stark befahrenen Straße entlangführen. In Fort William ist der offizielle Endpunkt des Weges im Jahr 2010 vom Ortseingang ans Ende der belebten Einkaufsstraße und Fußgängerzone verlegt worden.
Auf dem letzten Teil der Strecke rückt der höchste Berg Großbritanniens, der Ben Nevis, ins Blickfeld und wird von einigen Wanderern als Tourabschluss erklommen.
Im Allgemeinen ist der Weg gut ausgeschildert und kaum zu verfehlen. Der West Highland Way stellt keine allzu großen Anforderungen an den Wanderer, er weist nur wenige deutliche Steigungen auf, so etwa am Conic Hill und zwischen Kings House Hotel und Kinlochleven. Dennoch sollte auf einigen Etappen, insbesondere am Devil’s Staircase und entlang des Loch Lomond zwischen Rowardennan und Ardleish, auch ein Mindestmaß an Trittsicherheit vorhanden sein, da bei feuchter Witterung teilweise Rutschgefahr besteht. Bei ungünstigen Wetterverhältnissen sind vor allem die Abschnitte über Rannoch Moor und Devil’s Staircase sowie von Kinlochleven bis Fort William aufgrund nicht vorhandener Wetterschutzmöglichkeiten anspruchsvoll.
Die Beliebtheit des Wegs hat dazu geführt, dass verschiedene Unternehmen Gepäck-Transferservices für den Transport größerer Gepäckstücke anbieten, sodass der Weg auch ohne oder nur mit leichtem Gepäck absolviert werden kann. Angeboten werden ebenso Komplettangebote mit vorgebuchten Unterkünften. 
Über weite Strecken verläuft der West Highland Way in nur wenigen Kilometern Entfernung von der A82 und der West Highland Line. Viele als Etappenziele etablierte Punkte sind dadurch problemlos mit Bussen oder per Zug zu erreichen und der Weg in Teiletappen wanderbar.

### Etappen

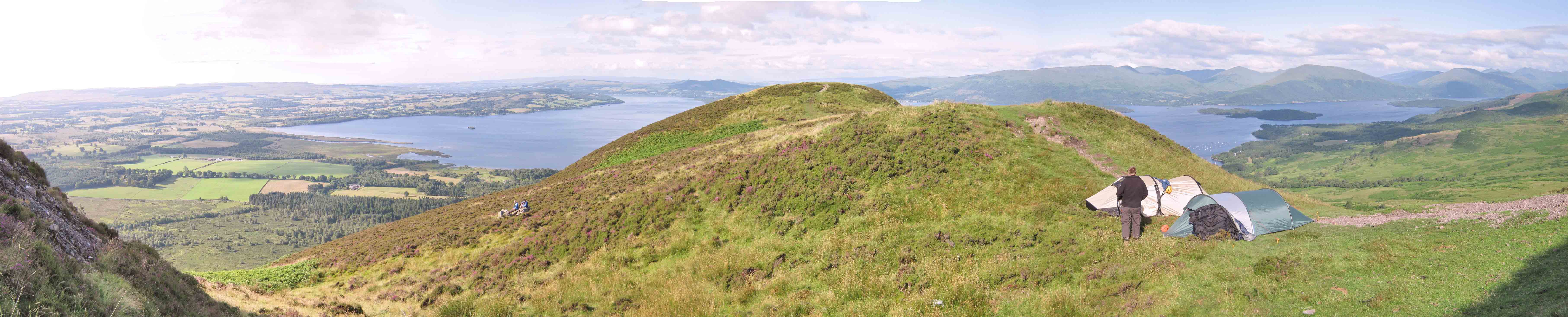
Blick von Conic Hill auf Loch Lomond

Aufgeführt sind die Orte von Süden nach Norden, mit der jeweiligen Entfernung vom Startpunkt in Milngavie. Die meisten Wanderer legen pro Tag zwei bis drei der Etappen zurück.
- Milngavie
- Carbeth; 8 km (5 mi)
- Drymen; 19 km (12 mi)
- Balmaha, Loch Lomond; 30 km (19 mi)
- Rowardennan, Loch Lomond; 44 km (27 mi)
- Inversnaid, Loch Lomond; 54 km (34 mi)
- Inverarnan
- Crianlarich, 75 km (47 mi)
- Tyndrum, 85 km (53 mi)
- Bridge of Orchy, 95 km (59 mi)
- Inveroran, 99 km (62 mi)
- Kings House Hotel, 115 km (71 mi)
- Kinlochleven, 130 km (81 mi)
- Fort William, 154 km (95 mi)

## West Highland Way Race
Seit 1986 wird – nach einem inoffiziellen Lauf der beiden Initiatoren im Jahr zuvor – das West Highland Way Race veranstaltet, ein Ultramarathon über die gesamte Distanz. Der Start erfolgt am Morgen des längsten Tages im Jahr kurz nach Mitternacht. Die Teilnehmer bewältigen die Strecke von Milngavie nach Fort William non-stop. 2017 stellte Rob Sinclair mit 13:41:08 Stunden den aktuellen Streckenrekord auf. Die weibliche Rekordhalterin ist seit 2007 Lucy Colquhoun (17:16:20 h).

## Fotografien

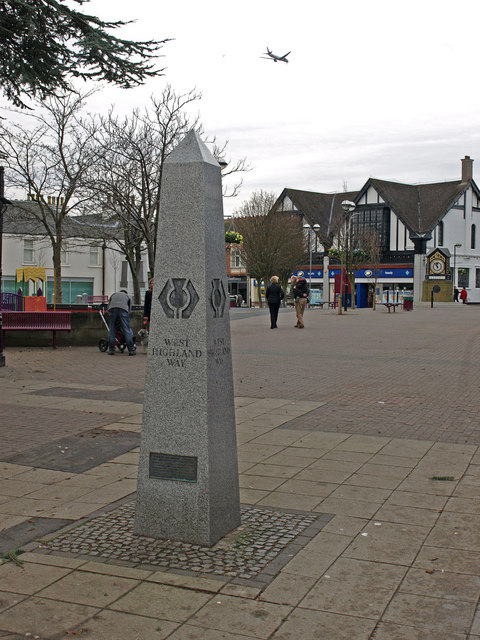
Startmarkierung in Milngavie
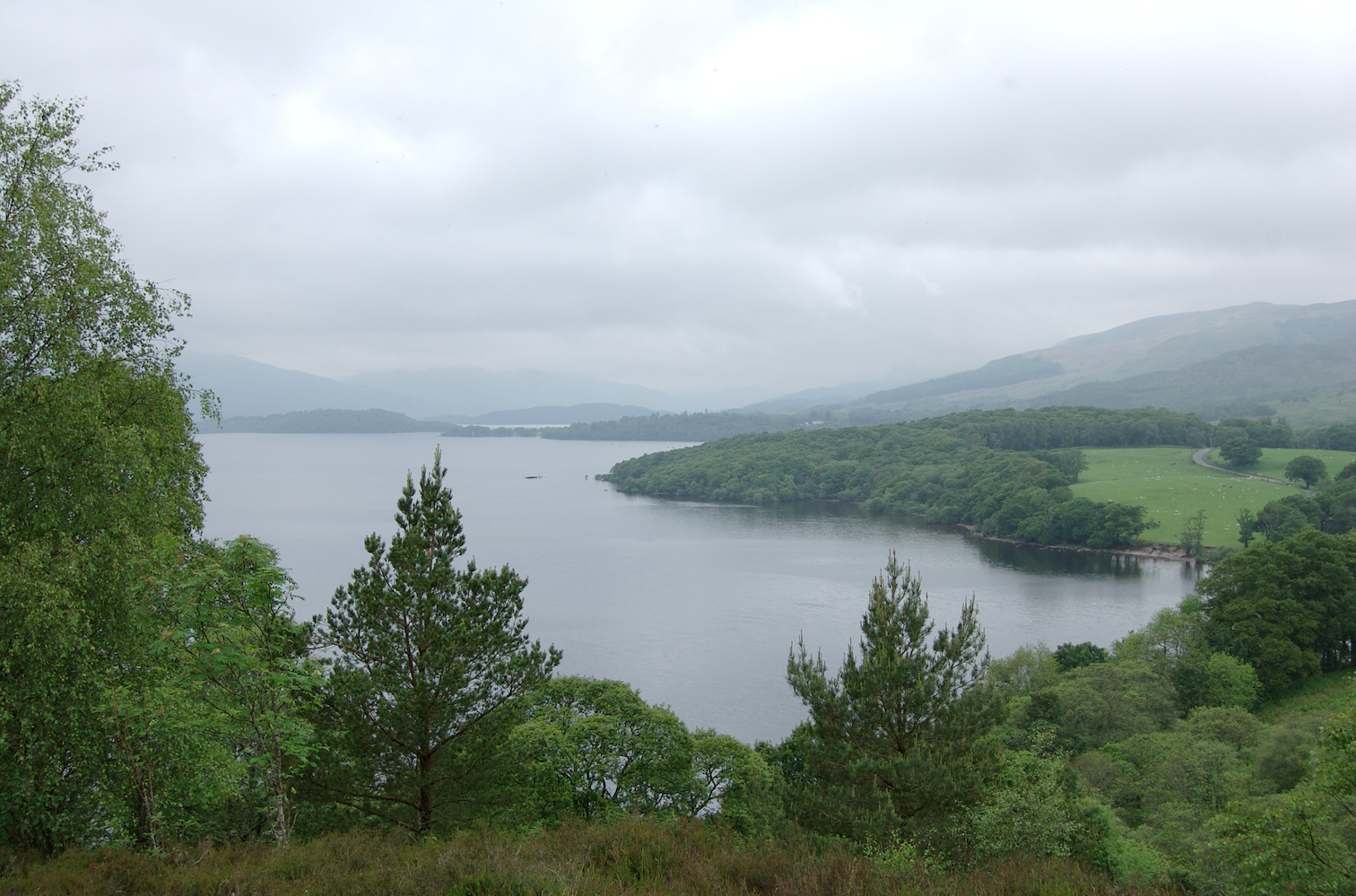
Loch Lomond zwischen Inversnaid und Inverarnan
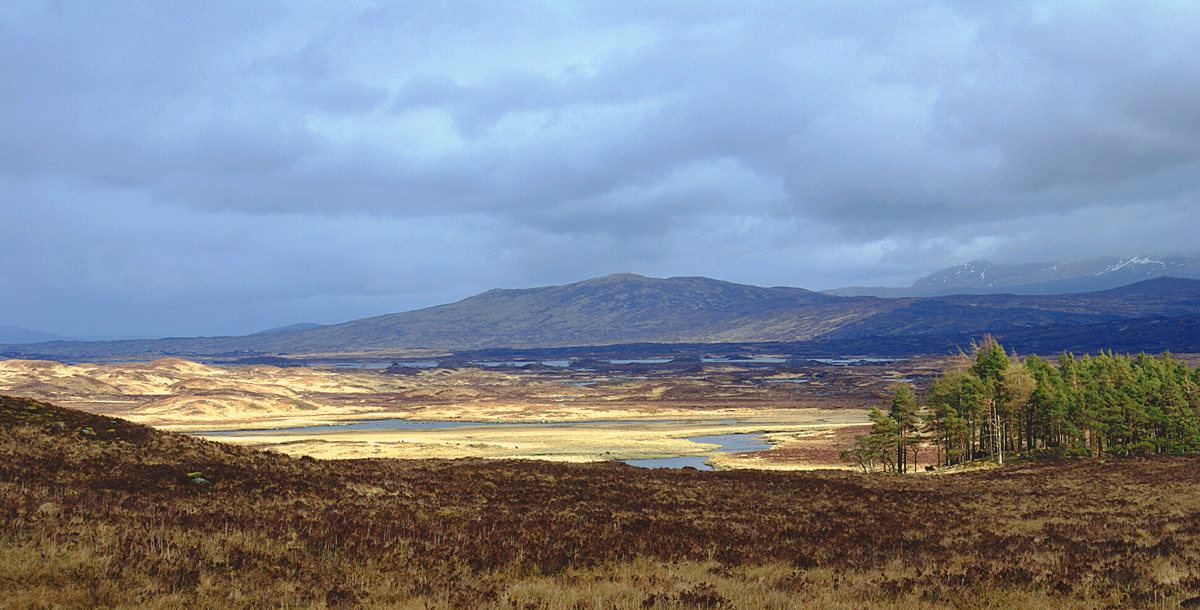
Rannoch Moor
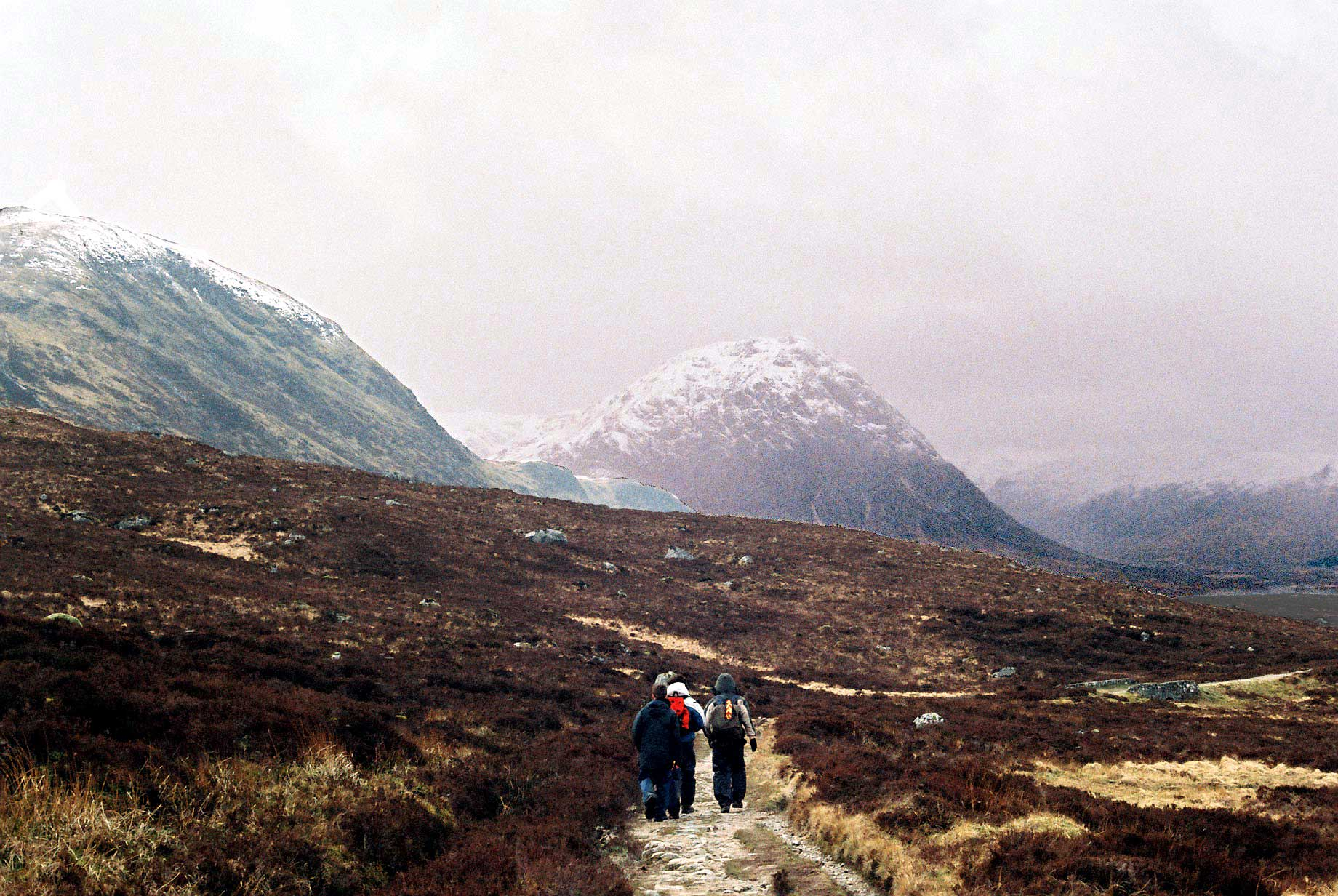
Wanderung Richtung Glen Coe
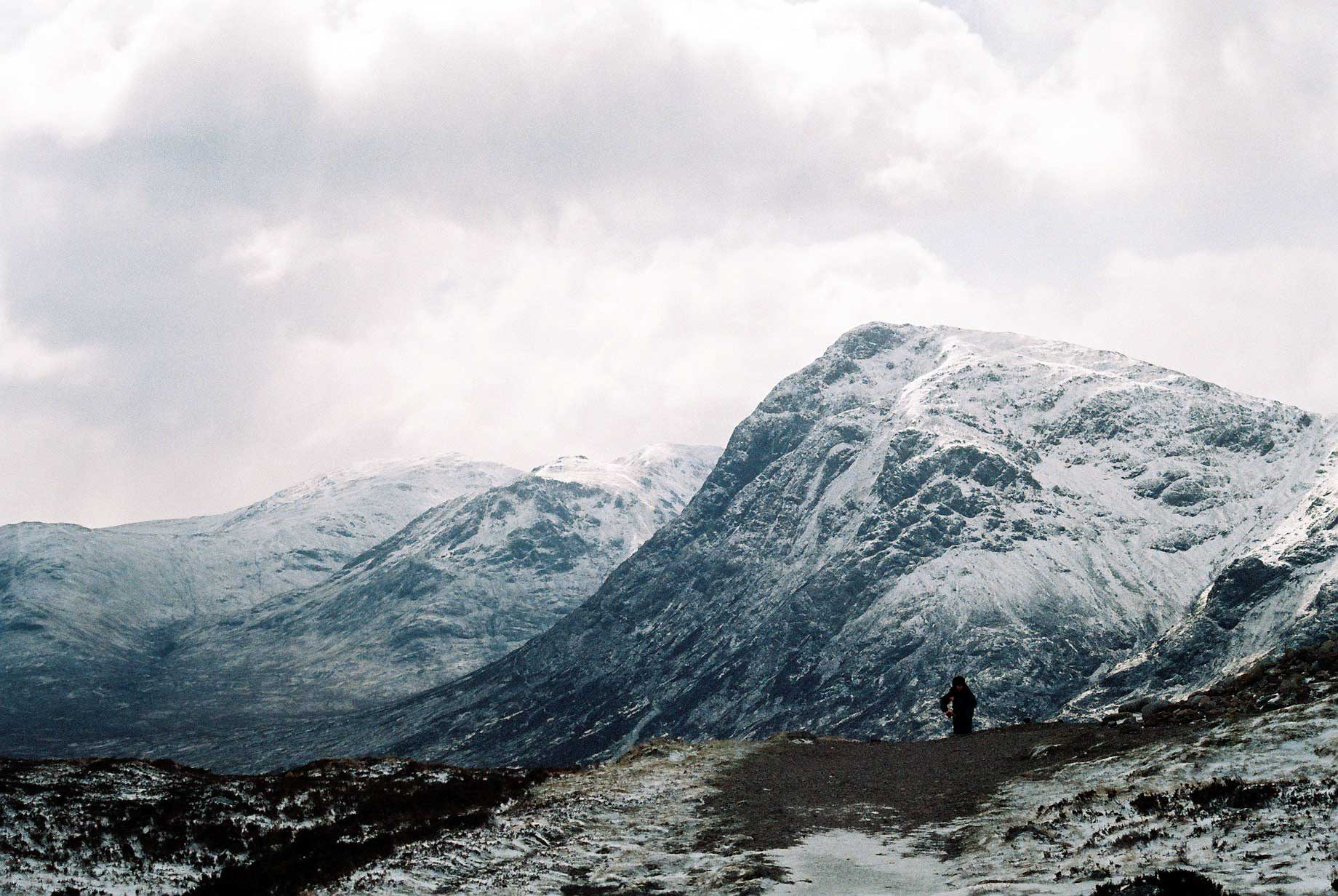
Devil’s Staircase
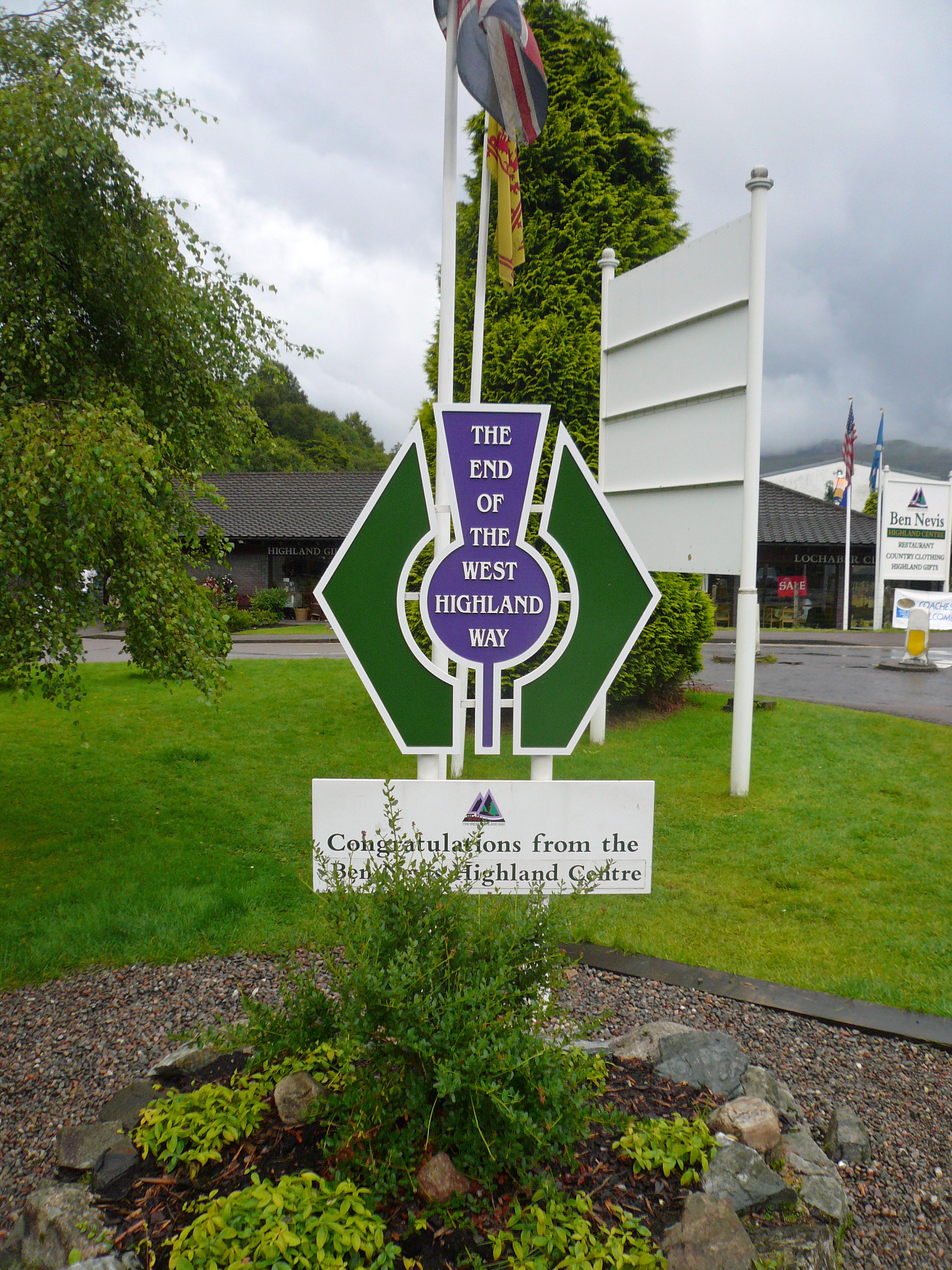
Endmarkierung in Fort William bis 2010